# Municipalità locale di uMuziwabantu
uMuziwabantu è una municipalità locale (in inglese uMuziwabantu Local Municipality) appartenente alla municipalità distrettuale di Ugu della provincia di KwaZulu-Natal in Sudafrica. 
In base al censimento del 2001 la sua popolazione è di 92.328 abitanti.
La sede amministrativa e legislativa è la città di Harding e il suo territorio si estende su una superficie di 1.089 km² ed è suddiviso in 9 circoscrizioni elettorali (wards). Il suo codice di distretto è KZN214.

## Geografia fisica

### Confini
La municipalità locale di uMuziwabantu confina a nord e a ovest con quella di Umzimkhulu (Sisonke), a est con quelle di Umzumbe e Ezinqoleni, a sud con quella di Mbizana (Oliver Tambo/Provincia del Capo Orientale) e a ovest con quella di Greater Kokstad (Sisonke).

### Città e comuni
- Dlamini
- Duma
- Harding
- Machi
- Machi/Zibonda
- Mbotho
- Nhlangano
- Nyuswa
- Quebela
- Querela
- Shwawu
- Weza

### Fiumi
- Mtamvuna
- Mzimkulwana
- Weza